# Cornuticlava aritrana
Cornuticlava aritrana är en fjärilsart som beskrevs av Ralph S. Common 1965. Cornuticlava aritrana ingår i släktet Cornuticlava och familjen vecklare. Inga underarter finns listade i Catalogue of Life.